# 沙蒂永勒鲁瓦
沙蒂永勒鲁瓦（法語：Châtillon-le-Roi，法語發音：[ʃatijɔ̃ lə ʁwa]）是法国卢瓦雷省的一个市镇，位于该省北部偏西，属于皮蒂维耶区。

## 地理
沙蒂永勒鲁瓦（48°9'48"N, 2°6'24"E）面积4.54 平方千米，位于法国中央-卢瓦尔河谷大区卢瓦雷省，该省份为法国中北部省份，北起埃松省，西北接厄尔-卢瓦省，西南接卢瓦-谢尔省，南至涅夫勒省和谢尔省，东临约讷省，东北接塞纳-马恩省。
与沙蒂永勒鲁瓦接壤的市镇（或旧市镇、城区）包括：博斯地区格勒讷维尔、巴佐什莱加勒朗德、皮蒂韦赖地区茹伊。

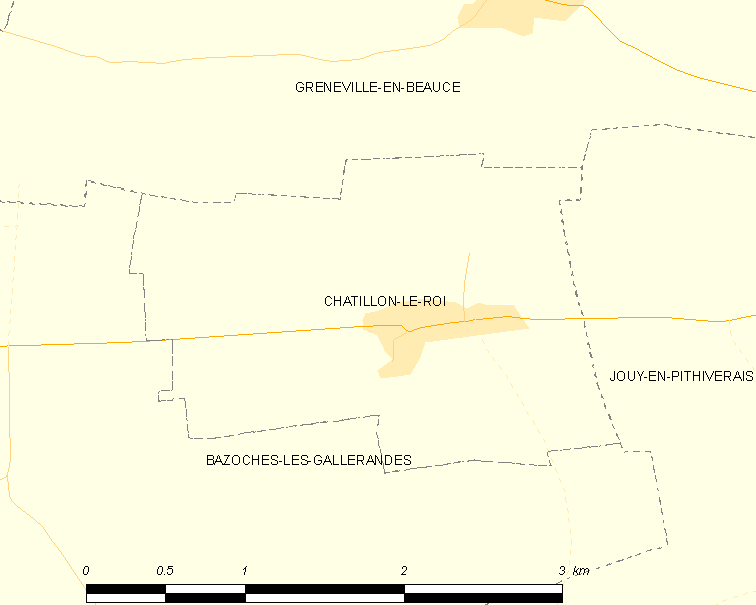
沙蒂永勒鲁瓦的OSM定位图

沙蒂永勒鲁瓦的时区为UTC+01:00、UTC+02:00（夏令时）。

## 行政
沙蒂永勒鲁瓦的邮政编码为45480，INSEE市镇编码为45086。

## 政治
沙蒂永勒鲁瓦所属的省级选区为皮蒂维耶县。

## 人口

1962-2008年间沙蒂永勒鲁瓦人口变化图示

沙蒂永勒鲁瓦于2022年1月1日时的人口数量为275人。